# 게릿 (소프트웨어)
게릿(Gerrit)은 무료 웹 팀 코드 협업 도구이다. 소프트웨어 개발자가 팀에서 웹 브라우저를 사용해 소스 코드의 다른 사람의 수정 사항을 검토하거나 변경 사항을 승인 또는 거부할 수 있다. 분산 버전 관리 시스템인 Git과 밀접하게 통합된다.
게릿은 또 다른 코드 리뷰 툴인 Rietveld의 포크이다. "게릿"은 Rietveld라는 명칭의 유래가 된 네덜란드 디자이너 헤릿 릿벨트(Gerrit Rietveld)의 이름에서 왔다.

## 역사
게릿은 안드로이드 프로젝트의 개발을 위해 션 피어스(Shawn Pearce, JGit의 설립자)에 의해 구글에서 개발되었다.
소프트웨어 리뷰 툴인 Rietveld 용 패치 묶음에서 시작하여 포크되었고 ACL 패치가 Rietveld로 합쳐지지 않으면서 저자인 귀도 반 로섬(Guido van Rossum)에 의해 별도의 프로젝트로 진화했다.

## 디자인
원래 Rietvel와 같은 파이썬으로 작성되었지만, 버전 2 이후로 지금은 SQL과 함께 자바 (Java EE Servlet)로 작성된다. 게릿은 자바 소스로부터 양끝의 자바 스크립트 코드를 만들기 위해 Google 웹사 툴킷을 사용한다.

## 주목할 만한 프로젝트
- 안드로이드[7]
- Chrome OS[8]
- CollabNet[9]
- eBay[10]
- Eclipse Foundation[11]
- Garmin[12]
- Gilt Groupe[13]
- Go (programming language)[14]
- GWT[15]
- LibreOffice[16][17]
- OpenStack[18][19]
- OpenSwitch[20]
- Qt[21]
- SAP SE[22]
- Scilab[23]
- Tizen[24]
- TYPO3[25][26]
- TubeMogul[27][28]
- Vaadin[29]

## 같이 보기
- 도구 목록 코드에 대한 검토